# L'Île de la tentation
 (juillet 2023).
Si vous disposez d'ouvrages ou d'articles de référence ou si vous connaissez des sites web de qualité traitant du thème abordé ici, merci de compléter l'article en donnant les références utiles à sa vérifiabilité et en les liant à la section « Notes et références ».
L'Île de la tentation est une émission de télévision française de téléréalité produite par Banijay. C'est l'adaptation française de l'émission américaine Temptation Island.
De 2002 à 2008, elle a été produite par GLEM et diffusée sur TF1 en deuxième partie de soirée. Les trois premières saisons étaient présentées  par Stéphane Bouillaud puis les suivantes par Céline Géraud.
Un an après son arrêt, la production Endemol France, par l'intermédiaire de la société Niouprod, relance l'émission sur Virgin 17 pour une huitième saison, en 2010, diffusée en première partie de soirée et présentée par Laurent Fontaine.
En 2018, Banijay Productions annonce le retour de l'émission pour 2019 sur la chaîne W9 (ainsi que sur Plug RTL) après neuf ans d'absence. Cette neuvième saison est présentée par Julie Taton et diffusée en première partie de soirée. Elle s'est achevée le jeudi 13 juin 2019. Après quelques années d'arrêt, L'Île de la tentation revient le jeudi 18 janvier 2024 pour une dixième saison, toujours diffusée sur W9, la présentation est confiée à Delphine Wespiser.

## Principe
Cinq couples non mariés et sans enfant doivent tester leur amour face à la tentation de vingt-deux beaux célibataires (généralement onze hommes : les tentateurs, et onze femmes : les tentatrices) pendant un séjour de douze jours. Des rendez-vous romantiques avec les célibataires ont lieu tous les jours.
Chacun découvre ensuite, par l'intermédiaire du caméscope, une sélection de séquences concernant le séjour de son partenaire lors du rituel nocturne quotidien dit du feu de camp. Au bout des douze jours, dans un ultime feu de camp, chaque couple doit alors décider s'il reste uni ou non à l'issue de l'émission.

## Informations générales
|                             | Saison 1 (2002)    | Saison 2 (2003)    | Saison 3 (2004)    | Saison 4 (2005)  | Saison 5 (2006)  | Saison 6 (2007)  | Saison 7 (2008)  | Saison 8 (2010)           | Saison 9 (2019)     | Saison 10 (2024)    | Saison 11 (2025)    |
| --------------------------- | ------------------ | ------------------ | ------------------ | ---------------- | ---------------- | ---------------- | ---------------- | ------------------------- | ------------------- | ------------------- | ------------------- |
| Lieu de tournage            | Ko Samui           | Ko Samui           | Tulum              | Nicoya           | Tulum            | Tulum            | Tulum            | Tulum                     | Las Terrenas        | Tulum               | Tulum               |
| Production                  | GLEM               | GLEM               | GLEM               | GLEM             | GLEM             | GLEM             | GLEM             | Niouprod (Endemol France) | Banijay Productions | Banijay Productions | Banijay Productions |
| Présentation                | Stéphane Bouillaud | Stéphane Bouillaud | Stéphane Bouillaud | Céline Géraud    | Céline Géraud    | Céline Géraud    | Céline Géraud    | Laurent Fontaine          | Julie Taton         | Delphine Wespiser   | Delphine Wespiser   |
| Narration                   | Mustapha Kherraz   | Mustapha Kherraz   | Mustapha Kherraz   | Mustapha Kherraz | Mustapha Kherraz | Mustapha Kherraz | Mustapha Kherraz | Laurent Fontaine          | Julie Taton         | Delphine Wespiser   | Delphine Wespiser   |
| Pays et chaîne de diffusion | TF1                | TF1                | TF1                | TF1              | TF1              | TF1              | TF1              | Virgin 17                 | W9                  | W9                  | W9                  |
| Pays et chaîne de diffusion | TF1                | TF1                | TF1                | TF1              | TF1              | TF1              | TF1              | Virgin 17                 | Plug RTL            |                     |                     |
| Pays et chaîne de diffusion | TF1                | TF1                | TF1                | TF1              | TF1              | TF1              | TF1              | Virgin 17                 | Plug RTL            |                     |                     |

## Générique
La musique du générique est extraite de la bande originale du film Roméo + Juliette de Baz Luhrmann et est intitulée O Verona, composée par Craig Armstrong. La musique avec la partie électronique est intitulée Escape From Mantua.

## Saisons

### Saison 1 (2002) -TF1
La première saison a été diffusée du 6 juillet 2002 au 24 août 2002, chaque samedi soir à 22 h 30. Elle a été tournée à Ko Samui en Thaïlande. La plage des hommes s'appelle Luna Beach et celle des femmes Palmetto Bay.
| Candidat 1 | Candidat 2 | Dénouement        |
| ---------- | ---------- | ----------------- |
| Aurélie    | Laurent    | Départ ensemble   |
| Emmanuelle | Jérôme     | Départ ensemble   |
| Aude       | Omar       | Départ ensemble   |
| Hugo       | Julie      | Départ volontaire |
| Diana      | Brandon    | Départ séparément |

Yannick, Éebra, Moïse, Marc, Slyder, Lionel, Fabrice, Stéphane, Ugo, Philippe, Karim, Pierre-Antoine, Mark.
Emmanuelle, Nolwenn, Ginie Van de Noort, Anniurka, Erika, Veronika, Sophie, Nadia, Maéva Anissa, Anaïs, Élodie, Barbara.

### Saison 2 (2003) - TF1
La deuxième saison a été diffusée du 12 juillet 2003 au 30 août 2003, chaque samedi soir à 22 h 30. Elle a été tournée à Ko Samui en Thaïlande. La plage des hommes s'appelle Long Island  et celle des femmes Coconut Island.
| Candidat 1 | Candidat 2 | Dénouement        |
| ---------- | ---------- | ----------------- |
| Marie      | Anthony    | Départ ensemble   |
| Vanessa    | Guillaume  | Départ ensemble   |
| Kim        | Arnaud     | Départ ensemble   |
| Roxanne    | Christophe | Départ séparément |

Fred, Yohann, Nicolas, Sébastien, Yoni, Stephan, Frédéric, Benoît, Emmanuel, Erwann, Alexandre.
Sonia, Nabilla, Anne Legrand, Émilie, Elyse, Kity, Laetitia, Melody, Angeline, Patricia, Amandine.

### Saison 3 (2004) - TF1
La troisième saison a été diffusée du 10 juillet 2004 au 28 août 2004, chaque samedi soir à 22 h 30. Elle a été tournée à Tulum au Mexique. La plage des hommes s'appelle Esmeralda et celle des femmes Diamante K.
| Candidat 1 | Candidat 2 | Dénouement        |
| ---------- | ---------- | ----------------- |
| Christelle | Christophe | Départ ensemble   |
| Elise      | Philipe    | Départ ensemble   |
| Sofia      | Stéphane   | Départ ensemble   |
| Anne       | Pacôme     | Départ séparément |

Steve, Paul, Mickael, Matheo, Florent, Patrick, Mehdi, Olumide, Diego, Dorian.
Érika, Julie, Shane, Johanna, Nadège, Géraldine, Angéline, Emma, Sandra, Éstelle, Ilham.

### Saison 4 (2005) - TF1
La quatrième saison a été diffusée du 12 juillet 2005 au 30 août 2005, chaque mardi soir à 22 h 30. Elle a été tournée au Costa Rica, sur la péninsule de Nicoya. La plage des hommes s'appelle Tango Mar et celle des femmes Tambor Tropical.
| Candidat 1      | Candidat 2 | Dénouement        |
| --------------- | ---------- | ----------------- |
| Laurence Karvel | François   | Départ ensemble   |
| Lalie           | Roberto    | Départ ensemble   |
| Marion          | Nicolas    | Départ volontaire |
| Gwenaëlle       | Samir      | Départ séparément |

Khalid, Cyril, Ademola, Mathieu, Stéphane, Mikael, Ali-Ismael, Cyprien, Christophe, Daniel, Emmanuel.
Maéva, Sophie, Annabelle, Linda, Isabelle, Milena, Virginie, Louise, Magdalen, Joanna Fournier, Aurélie, Ariela.

### Saison 5 (2006) - TF1
La cinquième saison a été diffusée du 11 juillet 2006 au 29 août 2006, chaque mardi soir à 22 h 30. Elle a été tournée à Tulum au Mexique. La plage des hommes s'appelle comme en Esmeralda et celle des femmes Diamante K.
| Candidat 1 | Candidat 2 | Dénouement        |
| ---------- | ---------- | ----------------- |
| Jenifer    | Joël       | Départ ensemble   |
| Bérangère  | Daniel     | Départ volontaire |
| Emeline    | Harry      | Départ séparément |
| Sandra     | Eric       | Départ séparément |
| Mélanie    | Vincent    | Départ séparément |

Samuel, Cyril, Adriano, Nicolas, Raymond, Igor, Jérôme, Lorenzo, Alexandre, Mickael, Vincent.
Shanice, Tiphaine, Johanna, Alexia, Julie, Anaïs, Christelle, Gyselle Soares, Fany, Johanna, Névéna, Kassandra.

### Saison 6 (2007) - TF1
La sixième saison a été diffusée du 10 juillet 2007 au 28 août 2007, chaque mardi soir à 22 h 30. Elle a été tournée à Tulum au Mexique. La plage des hommes s'appelle Esmeralda et celle des femmes Diamante K.
| Candidat 1 | Candidat 2 | Dénouement        |
| ---------- | ---------- | ----------------- |
| Lindsay    | Joanna     | Départ ensemble   |
| Olivier    | Carine     | Départ ensemble   |
| Anthony    | Lise       | Départ séparément |
| Benjamin   | Fiona      | Départ séparément |

Jimmy, Benjamin Kalifa, Stéphane Rodrigues, Jamel, Baghdad, Joffrey, John, Laurent, Pietro Cistulli, Thomas, Zlatko Stojanovic, Cédric.
Sophie, Stéphanie, Maeva, Lisa, Laëtitia, Julia, Ines, Elsa, Aurore, Maude, Chris.

### Saison 7 (2008) - TF1
La septième saison a été diffusée du 8 juillet 2008 au 26 août 2008, chaque mardi soir à 22 h 30. Elle a été tournée à Tulum au Mexique. La plage des hommes s'appelle Diamante K et celle des femmes Esmeralda.
| Candidat 1    | Candidat 2     | Dénouement        |
| ------------- | -------------- | ----------------- |
| Marta         | Thomas         | Départ ensemble   |
| Liloo Faugont | Johann Montiel | Départ ensemble   |
| Dany          | Pierre         | Départ ensemble   |
| Maëlys        | Nathan         | Départ ensemble   |
| Alexandra     | Manu           | Départ volontaire |
| Lindsay       | Léonard        | Départ séparément |

Andy, Tito, Boris, Gabson, William, Thibault, Grégory, Elie, Dan, Rayan, Disco.
Agnes, Carla, Eliane, Émilie, Floriane, Gaëlle, Yvana, Laurence, Milena, Tiffany, Yuki.

### Saison 8 (2010) -Virgin 17
La huitième saison a été diffusée du 29 avril 2010 au 11 juin 2010, chaque jeudi soir à 20 h 40 (dernier épisode le vendredi 11 juin à 20h40). Elle a été tournée à Tulum au Mexique.
| Candidat 1 | Candidat 2 | Dénouement        |
| ---------- | ---------- | ----------------- |
| Audrey     | Florian    | Départ ensemble   |
| Sabrina    | Nicolas    | Départ ensemble   |
| Mélody     | Mourad     | Départ ensemble   |
| Linda      | Arno       | Départ séparément |

Laurent, Edouard, Robert, Alexandre, Bertrand, Tarik, Rémy, Guillaume.
Jennifer, Barbara Opsomer, Kelly, Astrid Poubel, Fanny, Tara, Vanessa Lawrens, Marine.

### Saison 9 (2019) -W9
La neuvième saison est diffusée à partir du 25 avril 2019 chaque jeudi soir à 21h00 sur W9 et à 21h15 sur Plug RTL. Elle a été tournée à Las Terrenas en République dominicaine. Les lieux de résidence sont nommés la « maison des hommes » et la « maison des femmes ». La finale sur W9 a lieu le 13 juin 2019 et débute à 21h00 avec le huitième épisode. Elle se prolonge par une deuxième partie de soirée intitulée Les couples font le bilan diffusée à partir de 22h50, dans laquelle les couples font le point sur leur situation en compagnie de l'animatrice Julie Taton.
| Candidat 1         | Candidat 2       | Dénouement        |
| ------------------ | ---------------- | ----------------- |
| Lysa-Rose de Palma | Nicolas Garcia   | Départ ensemble   |
| Malika Wallas      | Medhi            | Départ volontaire |
| Molie Pasqualini   | Kévin Zampa      | Départ séparément |
| Séverine Marie     | Julien Je        | Départ séparément |
| Tyla Sanchez       | Johnathan Hirbec | Départ séparément |

Enzo Bongiovanni, Soner, Alexandre Tello, Michael Henaf, Gauthier, Valentin Bruneau, Marin Le Roy, Alexandre, Greg Caubet, Bruno Salva.
Anissa Rieu Mailhol, Mélanie Orlanko, Hachimia Ahamada, Eve Patrice, Aurélia, Marine Formento, Anastasia Joee, Andréa Adsantos, Émilie, Yumee Katayama.

### Saison 10 (2024) - W9
Après cinq ans d'absence, le programme est de retour pour une dixième saison en 2024 sur W9 et présentée par Delphine Wespiser. Elle est diffusée du 18 janvier au 11 mars 2024.
| # | Candidats        | En couple depuis | Dénouement        |
| - | ---------------- | ---------------- | ----------------- |
| 1 | Lidia Latifi     | 3 ans            | Départ ensemble   |
| 1 | Gaëtan Braconot  | 3 ans            | Départ ensemble   |
| 2 | Chloé Benigni    | 10 mois          | Départ ensemble   |
| 2 | Jarod            | 10 mois          | Départ ensemble   |
| 3 | Kelly Vandermyns | 6 mois           | Départ ensemble   |
| 3 | Enzo Dichiara    | 6 mois           | Départ ensemble   |
| 4 | Salomé Dutilleul | 5 ans            | Départ séparément |
| 4 | Timothy Clarence | 5 ans            | Départ séparément |
| 5 | Maëva Vienne     | 2 ans            | Départ séparément |
| 5 | Rémy Djabz       | 2 ans            | Départ séparément |

Quentin, Malek Carter, Bryan King Jr, Ludovic Cento, Eliott Brunati, Samy Valor, Jeremy Sudan, Mazirgh Ait, Dylan et Allen Smg.
Emma Andinaik, Carla Amzallag, Lisa-Marie Giocanti, Maelysse Grosjean, Anouck Heuchin, Loanne Ananas, Mako Vivier, Ana Henaf, Sarah Deillon et Mounia Djillar.

### Saison 11 (2025) - W9
Cette onzième saison est diffusée sur W9 à partir du 15 janvier 2025[source secondaire souhaitée].
| # | Candidats       | En couple depuis | Âge    | Dénouement        |
| - | --------------- | ---------------- | ------ | ----------------- |
| 1 | Sandra Alynka   | 5 ans            | 27 ans | Départ ensemble   |
| 1 | Jimmy Martin    | 5 ans            | 33 ans | Départ ensemble   |
| 2 | Marine Bernacki | 1 an et demi     | 26 ans | Départ ensemble   |
| 2 | Hugo Girard     | 1 an et demi     | 24 ans | Départ ensemble   |
| 3 | Chloé Racioppo  | 3 ans            | 27 ans | Départ ensemble   |
| 3 | Enah Lebon      | 3 ans            | 36 ans | Départ ensemble   |
| 4 | Julie           | 5 ans            | 40 ans | Départ séparément |
| 4 | Arnaud Thiry    | 5 ans            | 32 ans | Départ séparément |
| 5 | Cory Elm        | 7 mois           | 24 ans | Départ séparément |
| 5 | Julian Landy    | 7 mois           | 25 ans | Départ séparément |

Liste des tentateurs :
Logan Rosset, Nasser Berac, Georis Divin, Max Masante, Izaac (Pierre Corrias), Valentin Renson, Allan Blanes, Paul Champion, Adrien
Liste des tentatrices :
Loanne Ananas, Lula-Allie Villain, Katell Di Muro, Karine Dolls, Léa Garfin, Angelica, Mélanie Villemot Jones, Charlotte "Katrin" Messerli, Sherazade Bris, Sharon Rol.

## Rediffusions et replay

### Saison 4 (2005) et saison 5 (2006)
Les saisons 4 et 5 de l'émission ont été rediffusées respectivement fin 2009 et début 2010 sur Virgin 17.

### Saison 9 (2019)
La saison 9 de l'émission est rediffusée en Belgique et au Luxembourg chaque jeudi à 21 h 15 sur la chaîne belge Plug RTL[source secondaire souhaitée]. En France, il est possible de retrouver le replay de l'émission sur le site et l'application 6play[source secondaire souhaitée].

## Justice
En janvier 2008, la Cour d'appel de Paris a confirmé la requalification en contrat de travail de la prestation de candidats de l'édition 2003 de l'émission. La Cour de cassation a rejeté, sur ce point, le pourvoi formé contre l'arrêt de la cour d'appel,. On a parlé par la suite de jurisprudence Île de la Tentation puisque d'anciens participants d'émissions de télé-réalité (Secret Story, Pékin Express, Koh-Lanta) ont eux aussi porté l'affaire devant la Cour.